# Передня кінцівка

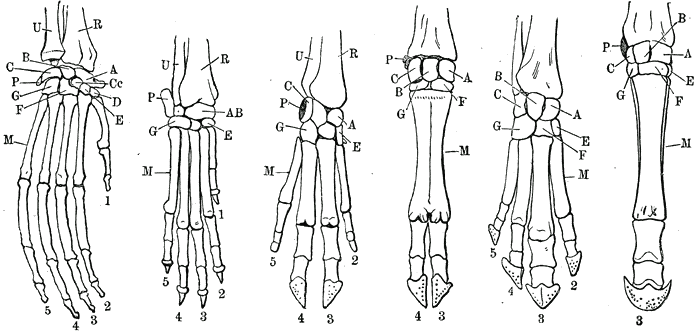
Кисті передніх кінцівок різних ссавців. Зліва направо: орангутанг, собака, свиня, корова, тапір, кінь. Вони виконують різні функції, мають різний вигляд, але всі вони гомологічні.

Передня кінцівка (лат. ossa membri superioris) — кінцівка наземних хребетних тварин.
Всі хребетні передні кінцівки гомологічні, це означає, що всі вони розвинулися з одних і тих же структур. Так, наприклад, плавець черепахи або дельфіна, рука людини, передня нога коня, і крила кажанів і птахів, зрештою, гомологічні, попри великі відмінності між ними.
Специфічне використання передніх кінцівок може бути аналогічним, навіть якщо вони розвинулися з різних підструктур передньої кінцівки, наприклад ласти черепах і дельфінів, крила птахів і кажанів тощо.
Передні кінцівки служать ссавцям для пересування по землі, для плавання, польоту, хапання. У типовому випадку передня кінцівка складається з плеча, яке включає одну плечову кістку, передпліччя, утвореного ліктьовою і променевою кістками, і кисті. Кістки передньої кінцівки поділяють на кістки пояса і кістки вільної частини верхньої кінцівки. Пояс верхньої кінцівки (cingulum membri superioris) або грудний пояс (cingulum pectorale) представлений з кожного боку двома кістками — лопаткою і ключицею, які прикріплені до грудної клітки за допомогою м'язів і зв'язок, а попереду і присередньо ключиця з'єднується з грудниною за допомогою суглоба. Таке сполучення кісток пояса з кістками тулуба дозволяє верхній кінцівці виконувати рухи у великому обсязі.